# 大野絲
大野絲（日语：／ Ohno Ito，1995年7月2日—）是一名日本女演員、模特兒。出身於福岡縣中間市，隸屬Horipro經紀公司。

## 經歷
大野絲出道契機是源自於2008年高一時的一次參觀學習，當時因綾瀨遙主演的《巨乳排球》到了福岡縣當地取景，而被綾瀨遙的經紀人給相中發掘。加入Horipro經紀公司後，於2010年2月起成為《Seventeen》（集英社）的專屬模特兒。她在2011年上映的電影《俏妞出招》（高校デビュー）中飾演女主角長嶋晴菜，初次亮相大銀幕。

## 出演

### 電視劇
- 高校生餐廳（2011年5月7日－7月2日，NTV）：飾演 星野佳世
- 南極大陸（2011年10月16日－12月18日，TBS）：飾演 犬塚美津子
- 幸福送行者（2012年1月12日－3月15日，TBS）：飾演 井原桃子
- 東野圭吾推理單元 第4集（2012年7月20日－9月21日，TBS）：飾演 山下玲子
- 黑之女教師（2012年7月20日－9月21日，TBS）：飾演 下村明日香
- 草莓之夜 After The Invisible Rain（2013年1月26日，CX）：飾演 多田美代子
- Neo Ultra Q 第10集（2013年3月16日，WOWOW）：飾演 矢代ミチル
- 小海女 東京編（2013年6月24日－9月17日，NHK）：飾演 遠藤真奈
- 山田君與7人魔女（2013年8月10日－9月28日，CX）：飾演 小田切寧寧
- 金田一少年之事件簿N (neo) 第3至4集（2014年8月2日、9日，NTV）：飾演 白石美穗
- 酒店禮賓部 第9至10集（2015年9月15日、22日，CX）：飾演 小早川愛
- 馬子前輩說的那樣（2015年10月10日－12月26日，CX）：飾演 馬子，主演
- 請與廢柴的我談戀愛 第4集（2016年2月2日，TBS）：飾演 丹野绫
- 鐵證懸案～真相之門～ 第1集（2016年10月22日，WOWOW）：飾演 佐伯香奈惠
- 世上沒有輕鬆的工作 第5集・第6集（2017年5月4日、11日，NHK BS Premium）：飾演 美千留
- 遺留搜查 第4季 第8集（2017年9月8日，EX）：飾演 川嶋由希
- 新宿SEVEN（2017年10月13日－12月22日，TX）：飾演 水月華
- 同期的櫻（2019年10月9日－12月18日，NTV）：飾演 中村小梅
- 惡魔的手毬歌～金田一耕助、再度出現（2019年12月21日，CX）：飾演 青池里子
- 十津川警部事件簿「危險的賞金」（2020年5月25日，TX）：飾演 羽村凛凛子
- 離婚活動（2021年4月16日－6月18日，TBS）：飾演 三本木夏美
- INVISIBLE（2022年4月15日－6月17日，TBS）：飾演 安野東子
- 相棒 season21 第17集（2023年2月15日，EX）：飾演 大塚あゆみ
- 婚活奮鬥中 第6集（2024年2月21日，CX）：飾演 青柳和代

### 網路劇
- 《放學後堤防日誌》（2023年6月13日 - ，Lemino）：飾演 小谷沙耶香[3]

### 電影
- 俏妞出招 （2011年4月1日，ASMIK ACE）：飾演 長嶋晴菜，主演
- 愛與誠201X（2012年6月16日，角川電影／東映）：飾演 高原由紀[4]
- 搖滾藍薔薇（2012年8月25日，角川電影）：飾演 櫻坂水樹，主演[5]
- 使者（2012年10月6日，東寶）：飾演 御園奈津[2]
- 偉大的咻啦啦砰（預定2014年3月8日，東映／ASMIK ACE）：飾演 速水沙月
- 天之茶助 2015  飾演 百合
- 雨中的女人 2016年11月19日 飾演 里美 主演
- 哥哥太愛我了怎麼辦 2017年4月13日 飾演 美丘千雪
- 惡魔 2018年2月24日 飾演 照子 主演
- クジラの島の忘れもの 2018年5月12日 飾演 木元愛美 主演

## 書籍

### 寫真集
- （2011年4月，E-NET FRONTIER，攝影：若木信吾）ISBN 978-4862058348
- ITO（2012年9月，WANI BOOKS，攝影：橋本雅司）ISBN 978-4847044892

### 雜誌連載
- Seventeen（2010年3月號－，集英社）：專屬模特兒

## 外部連結
- 經紀公司個人介紹頁（日語）
- 官方部落格（页面存档备份，存于）（日語）
- 大野絲的Instagram帳戶
- 大野絲的X（前Twitter）